# Nävertjärnarna
Nävertjärnarna är en sjö i Rättviks kommun i Dalarna och ingår i Dalälvens huvudavrinningsområde. Sjön har en area på 0,1 kvadratkilometer och ligger 357 meter över havet. Sjön avvattnas av vattendraget Kvarnån.

## Delavrinningsområde
Nävertjärnarna ingår i det delavrinningsområde (677580-147000) som SMHI kallar för Mynnar i Ukerån. Medelhöjden är 372 meter över havet och ytan är 13,98 kvadratkilometer. Det finns inga avrinningsområden uppströms utan avrinningsområdet är högsta punkten. Kvarnån som avvattnar avrinningsområdet har biflödesordning 4, vilket innebär att vattnet flödar genom totalt 4 vattendrag innan det når havet efter 375 kilometer. Avrinningsområdet består mestadels av skog (83 procent). Avrinningsområdet har 0,19 kvadratkilometer vattenytor vilket ger det en sjöprocent på 1,3 procent.